# Чинве Чуквуого-Рой
Чинве Чуквуого-Рой (англ. Chinwe Chukwuogo-Roy, повне ім'я Chinwe Ifeoma Chukwuogo-Roy; 2 травня 1952, штат Ондо, Нігерія — 17 грудня 2012, Гачестон, Саффолк, Англія) — нігерійська художниця і скульпторка.
Першу половину життя провела в Нігерії. Від 1975 року жила у Великій Британії. 2002 року стала однією з двох нігерійських художників (з Бенедиктом Енвонву), яким дозволено писати офіційні портрети королеви Єлизавети II.

## Життєпис
Народилася 2 травня 1952 року в нігерійському штаті Ондо в багатодітній родині — мала шість братів і сестер. Пізніше вся родина переїхала до міста Іком у штаті Крос-Ривер, де її батько мав великі плантації какао. У підлітковому віці була біженкою в Громадянській війні в Нігерії, переїхавши до сімейного будинку в місті Авка штату Анамбра. 1975 року переїхала до Великої Британії.
В Англії навчалася в коледжі East Ham College, де здобула ступінь бакалавра з відзнакою. Наступний ступінь у галузі графічного дизайну здобула 1978 року в Художньому коледжі Горнсі (пізніше цей коледж приєднався до коледжів Enfield Technical College та Hendon Technical College, з яких згодом утворено Мідлсекський університет). Від 1988 року Чінве Чуквуого-Рой професійно зайнялася живописом.

## Творчість
Першу і одразу широку відомість отримала завдяки створенню портрета англійської королеви Єлизавети II до її Золотого ювілею на замовлення Секретаріату Співдружності націй. Портрет королеви на повний зріст представив на церемонії в будинку Мальборо колишній генеральний секретар Співдружності сер Дональд Маккіннон під час святкування Дня Співдружності 2002 року.
Серед інших її видатних робіт — портрети Крісса Акабусі, вождя Емеки Аняоку, лорд-мера міста Норвіча. Бувши вболівальницею футбольного клубу «Арсенал», вона написала на прохання Мартіна Кіоуна картину стадіону цієї команди — Гайбері.
2003 року Чуквуого-Рой представляла Велику Британію в Європейській раді в Парижі, консультуючи з питань сучасного африканського мистецтва. У грудні цього ж року вона організувала виставку Celebrate на зустрічі глав урядів Співдружності в Абуджі.
Чуквуого-Рой була в числі засновників та членкинею об'єднання Sudbourne Printmakers, в якому брали участь кілька провідних художників із Саффолку.
Роботи художниці — картини, гравюри та скульптури переважно носили фігуративний характер; натуралістичний живопис представлено в жанрах портрета, натюрморту та пейзажу. Деякі її роботи відбивають почуття відчаю, страху та спрямованості на краще, зокрема, серія робіт «Migrants» та «African Slave Trade».
Була учасницею багатьох виставок як в Англії, так і в усьому світі. Її роботи містяться в багатьох державних та приватних колекціях в Антигуа, Аргентині, Австралії, Франції, Гренаді, Ірландії, Кенії, Малайзії, Мозамбіку, Нідерландах, Нігерії, Португалії, Південній Африці, Іспанії, Свазіленді, Об'єднаних Арабських Еміратах, Великій Британії. Провела персональні виставки, зокрема: Christchurch Mansions в Іпсвічі; Mall Galleries і Royal Commonwealth Society в Лондоні; Sainsbury Centre for Visual Arts в Університеті Східної Англії в Норвічі; Альдебурзький фестиваль у Саффолку; а також у Франції та США.
Нігерійська художниця отримала багато нагород, її відзначено в міжнародних ЗМІ як за її творчу, так і благодійну та просвітницьку роботу з молоддю. Її біографія під назвою «Chinwe Roy — Artist», видана Tamarind Books, нині вивчається у Великій Британії в рамках національної навчальної програми.
2003 року Університет Східної Англії нагородив Чуквуого-Рой званням Honorary Doctorate of Letters. 2009 року за внесок у мистецтво її відзначено орденом Британської імперії.
Померла після довгої боротьби з раком 17 грудня 2012 року в містечку Гачестон графства Саффолк.

### Сім'я
Була одруженою від 1980 року: чоловік — Родерік Рой; сини — Роган і Аласдейр, дочка — Нвір.